# Casa Pia Atlético Clube
Maillots
Actualités
Le Casa Pia Athlétique Club (Casa Pia Atlético Clube) est un club de football portugais basé à Lisbonne. Le club évolue actuellement en première division portugaise.

## Historique
Le club évolue en 1re division lors de la saison 1938-1939. 
Lors de cette unique saison passée en D1, le club se classe huitième et dernier du championnat, avec treize défaites, une seule victoire, et un maigre total de deux points.
La dernière apparition en 2e division du Casa Pia Athlétique Club a lieu lors de la saison 1965-1966.
Le club évolue en Ledman LigaPro en 2019-2020.

## Bilan saison par saison
|           | I   | II  | III | IV  | V   |
| 1938-1939 | 8   |     |     |     |     |
| ...       | ... | ... | ... | ... | ... |
| 1995-1996 |     |     | 11  |     |     |
| 1996-1997 |     |     | ... |     |     |
| 1997-1998 |     |     | 17  |     |     |
| 1998-1999 |     |     |     | 5   |     |
| ...       | ... | ... | ... | ... | ... |
| 2002-2003 |     |     | 18  |     |     |
| 2003-2004 |     |     |     | 1   |     |
| 2004-2005 |     |     | 5   |     |     |
| 2005-2006 |     |     | 13  |     |     |
| 2006-2007 |     |     |     | 12  |     |
| 2007-2008 |     |     |     |     | 1   |
| 2008-2009 |     |     |     | 4   |     |
| 2009-2010 |     |     |     |     |     |
| 2011-2012 |     |     |     | 6   |     |
| ...       | ... | ... | ... | ... | ... |
| 2018-2019 |     |     | 1   |     |     |
| 2019-2020 |     | 18  |     |     |     |
| 2020-2021 |     | 9   |     |     |     |
| 2021-2022 |     | 2   |     |     |     |
| 2022-2023 | 10  |     |     |     |     |
| 2023-2024 | 9   |     |     |     |     |
| 2024-2025 | 9   |     |     |     |     |

## Personnalités du club

### Anciens joueurs
- José Gralha
- António Augusto Lopes
- Cândido de Oliveira
- Américo Pereira da Silva
- António Pinho
- António Roquete
- Cândido Tavares

### Effectif actuel
| N° | Nat.                   | Poste | Nom du joueur        |
| -- | ---------------------- | ----- | -------------------- |
| 1  | Drapeau du Costa Rica  | G     | Patrick Sequeira     |
| 2  | Drapeau du Cameroun    | D     | Duplexe Tchamba      |
| 3  | Drapeau de l'Angola    | D     | Khaly                |
| 4  | Drapeau du Portugal    | D     | João Goulart         |
| 6  | Drapeau du Portugal    | D     | José Fonte           |
| 7  | Drapeau de la France   | A     | Kelian Nsona         |
| 8  | Drapeau du Portugal    | M     | Rafael Brito         |
| 9  | Drapeau de l'Espagne   | A     | Max Svensson         |
| 10 | Drapeau du Brésil      | M     | Pablo Roberto        |
| 11 | Drapeau de l'Espagne   | A     | Raúl Blanco          |
| 12 | Drapeau de la France   | D     | Fahem Benaïssa-Yahia |
| 13 | Drapeau des États-Unis | A     | Korede Osundina      |
| 14 | Drapeau du Portugal    | M     | Miguel Sousa         |
| 18 | Drapeau du Portugal    | D     | André Geraldes       |
| 19 | Drapeau de l'Uruguay   | A     | Kevin Prieto         |
| 20 | Drapeau du Maroc       | M     | Yassin Oukili        |

| No. | Nat.                        | Position | Nom du joueur                        |
| --- | --------------------------- | -------- | ------------------------------------ |
| 21  | Drapeau du Portugal         | A        | Tiago Morais (en prêt du LOSC Lille) |
| 22  | Drapeau du Portugal         | G        | Daniel Azevedo                       |
| 24  | Drapeau des Comores         | M        | Iyad Mohamed                         |
| 27  | Drapeau du Brésil           | D        | Kaique Rocha                         |
| 29  | Drapeau de la France        | A        | Jérémy Livolant                      |
| 32  | Drapeau du Portugal         | A        | Kiki Silva                           |
| 33  | Drapeau de l'Angola         | G        | Ricardo Batista                      |
| 42  | Drapeau de la Colombie      | M        | Sebastián Pérez                      |
| 43  | Drapeau du Brésil           | D        | David Sousa                          |
| 44  | Drapeau du Portugal         | D        | Isaac Monteiro                       |
| 72  | Drapeau de l'Espagne        | D        | Gaizka Larrazabal                    |
| 74  | Drapeau de la Guinée-Bissau | M        | Renato Nhaga                         |
| 90  | Drapeau du Brésil           | A        | Cassiano                             |
| 95  | Drapeau de la Croatie       | G        | Ivan Mandić                          |
| 99  | Drapeau de la Guinée-Bissau | A        | Claudio Mendes                       |